# روجر سيمون
روجر سيمون (بالإنجليزية: Roger Simon)‏ هو كاتب وصحفي أمريكي، ولد في 29 مارس 1948 في شيكاغو في الولايات المتحدة.